# Crystal (Marvel Comics)
Crystal — o Cristal en España—  (Crystalia Amaquelin) es una superheroína que aparece en cómics estadounidenses publicados por Marvel Comics. Crystal apareció por primera vez en Fantastic Four #45 (diciembre de 1965) y fue creada por el escritor Stan Lee y el artista Jack Kirby.
Dentro del universo Marvel, Crystal es miembro de una subespecie ficticia de la humanidad conocida como Inhumanos, que desarrolla habilidades sobrehumanas cuando se expone a la Niebla Terrigena debido a modificaciones genéticas hechas por los Kree. El personaje posee la capacidad de controlar psiónicamente los cuatro elementos clásicos: tierra, fuego, aire y agua y, por extensión, varios otros materiales y fenómenos naturales, como los metales y la electricidad. Crystal fue la primera personaje identificada como Inhumana, y es uno de los personajes inhumanos más destacados. Crystal es una princesa de la Familia Real Inhumana y hermana de Medusa, Reina de los Inhumanos. A menudo aparece con su compañero canino gigante con superpoderes, Lockjaw.
Ha aparecido regularmente como personaje principal en varios títulos de cómics, incluidas varias encarnaciones de Inhumanos, así como Los 4 Fantásticos y Los Vengadores, es única en su afiliación con los tres grupos. Al principio de su historia, fue emparejada románticamente con la Antorcha Humana.  Ella también está asociada, en menor medida, con los X-Men debido al matrimonio anterior del personaje con Quicksilver, que resultó en el nacimiento de su hija, llamada Luna Maximoff. Crystal también ha aparecido en varios otros medios de Marvel, como series de televisión y videojuegos, así como mercaderías como tarjetas coleccionables y figuras de acción.
Crystal ha sido descrita como una de las heroínas más notables y poderosas de Marvel.
Es interpretada por Isabelle Cornish en la serie de televisión Inhumans (2017), parte del Universo cinematográfico de Marvel.

## Historial de publicación
Crystal apareció por primera vez en Fantastic Four #45 (diciembre de 1965), escrito por Stan Lee e ilustrado por Jack Kirby, titulado «Among Us Hide... The Inhumans». Cuando se le preguntó «¿quién creó a los Inhumanos, tú o Stan Lee?» en una entrevista de 1968 para la revista Excelsior, Jack Kirby respondió: «yo lo hice». Al igual que otros personajes de la era temprana de los Cuatro Fantásticos, hay un debate acerca de cuánto contribuyeron Stan Lee y Jack Kirby a su creación.
A lo largo de sus muchas apariciones, Crystal ha sido representada como valiente, inteligente y compasiva. Si bien es indudablemente muy amable y emocional, esto contrasta con su extraordinario poder, y es más que capaz de defenderse a sí misma y a los demás.

### Los Cuatro Fantásticos (1965–1974)
Crystal se presentó por primera vez, junto con el resto de la Familia Real Inhumana y la raza Inhumana en su conjunto, en las páginas de Los Cuatro Fantásticos. En su primer encuentro, ella y Johnny Storm se enamoraron unos de otros, un hecho que llevó a su presencia continua entre el equipo. A partir de este momento, ella se convertiría en el pilar del equipo durante la duración de Stan Lee y Jack Kirby en la serie. Fue el primer personaje en unirse a los Cuatro Fantásticos, aparte de sus miembros originales, cuando se unió oficialmente al equipo como reemplazo de Sue Richards, quien estaba embarazada de Franklin Richards. Ella seguía siendo miembro del equipo, incluso después del regreso de Sue. Durante su tiempo en el equipo, se hizo muy cercana a sus miembros, particularmente a Ben Grimm y los acompañó en muchas aventuras. Crystal salió de Fantastic Four en el número 105, el primer arco de la historia después de la partida de Jack Kirby. En este momento, el personaje regresó a su familia en Attilan debido a su aparente incapacidad para sobrevivir a largo plazo en la atmósfera contaminada de la Tierra. Su tiempo con el equipo y su condición de amigo y aliado seguirían siendo parte de su identidad como personaje, hasta el presente.

### Quicksilver y Luna (1975–1990)
Después de su regreso a Attilan, Crystal se encuentra y se enamora de Quicksilver (Pietro Maximoff). Durante este tiempo, Crystal aparece principalmente junto a Quicksilver en una serie de series diferentes, incluyendo Inhumans y Vision y Scarlet Witch, junto con apariciones como invitado en Fantastic Four, Avengers y otros títulos. Además de su matrimonio con Quicksilver, en este período de tiempo se presentó a Luna, la hija de Crystal y Pietro, y al desarrollo de una estrecha amistad entre Crystal y la hermana gemela de Pietro, Bruja Escarlata, y su entonces esposo, Visión. En la serie de Steve Englehart, Vision and the Scarlet Witch Vol 2 (1986), Crystal tiene un romance con Visión y el vecino "regular Joe" de Wanda, Norm Webster. Se supone que Crystal ha cometido esta traición como resultado de su maltrato por Pietro. Unos meses después, en X-Factor Annual # 2 (octubre de 1987), se revela que el comportamiento exhibido por Crystal y Pietro fue el resultado del control mental orquestado por Maximus. De 1987 a 1988, Crystal se reincorpora nuevamente al equipo homónimo en Fantastic Four, que también estaba siendo escrito por Steve Englehart en ese momento. Crystal abandona el equipo bruscamente en Fantastic Four Annual # 21 luego de que su rey y su cuñado, Black Bolt, la convencieran de hacerlo. La ilustración al final del número presenta páginas de personajes para los Cuatro Fantásticos y muchos personajes secundarios. A pesar de ser el último número de Crystal, su página de personaje dice "¡Es genial estar de vuelta con los Cuatro Fantásticos! ¡Nunca más me iré!"

### Vengadora (1991–1998)
Crystal también ha aparecido como miembro de los Vengadores. Fue un miembro prominente del equipo principal de los Vengadores durante el período de Bob Harras como escritor para el título, pero disminuyó en importancia al poco tiempo de convertirse en Editor en Jefe de Marvel Comics. Además de protagonizar a los Vengadores, el personaje también apareció en los libros en solitario de sus compañeros de equipo de Vengadores durante estos años, como Capitán América, Invencible Iron Man y Visión. Mientras servía en el equipo, el personaje vivía en la Mansión de los Vengadores con Luna y su niñera, Marilla. Durante este período de tiempo, el personaje intentaría reconciliarse con el encendido y apagado de Quicksilver. Crystal fue presentada como una vengadora a través de muchas historias importantes y eventos, incluyendo Operación: Tormenta Galáctica, Guerra del Infinito, Cruzada del Infinito, Bloodties, Onslaught, y Heroes Return. Crystal demostró ser invaluable para el equipo muchas veces durante su mandato y fue muy querida por sus compañeros. El personaje también se destacó en la serie Quicksilver hacia el final de su gira como Vengador activo.

### Volver a Attilan (1998–2007)
Este período de tiempo fue un alejamiento de las apariciones anteriores de Crystal porque marcó la primera vez que el personaje regresó a Attilan por su propia elección durante una cantidad significativa de tiempo desde que se encontró con los Cuatro Fantásticos. Crystal apareció en Inhumans Vol 2 (1998–1999), una serie limitada de Paul Jenkins y Jae Lee. La serie, que era parte de la línea de Marvel Knights, fue aclamada por la crítica, popular entre los lectores, y le otorgó a Jenkins un Premio Eisner. De 2000 a 2005, el personaje hizo apariciones como invitado en Avengers, Fantastic Four y otros títulos. Hijo de M (2006) y Guerra Silenciosa (2007), escrito por David Hine traería el siguiente gran arco para Crystal. Estos libros relataron la traición de Quicksilver a Crystal y los Inhumanos en un intento por usar la Niebla Terrigena para restaurar a los mutantes que habían quedado sin poder durante los eventos de la Casa de M y el conflicto resultante entre Attilan y una versión ficticia de los Estados Unidos.

### Inhumanos Cósmicos (2008–2013)
Este período de tiempo marcó otro nuevo desarrollo para el personaje de Crystal cuando ella y sus compañeros inhumanos se involucraron en conflictos intergalácticos. Secret Invasion: Inhumans (2008–2009) de Joe Pokaski marcó el comienzo, ya que se descubrió que Black Bolt había sido reemplazado por un Skrull. Esta revelación conduce a una serie de eventos que finalmente verán a los Inhumanos ascender para convertirse en soberanos del Imperio Kree y Crystal se compromete con Ronan el Acusador. Crystal fue presentado a través de una serie de libros de Dan Abnett y Andy Lanning, incluyendo War of Kings (2009), Realm of Kings: Inhumans (2010), y El imperativo de Thanos (2010). Durante este tiempo, Crystal demostró su destreza no solo como guerrera, sino como líder, mientras ella y su familia navegaban por conflictos políticos y militares, particularmente contra Vulcan y el Imperio Shi'ar. De 2010 a 2013, su historia continúa en las páginas de Los Cuatro Fantásticos y FF, en las que se separa a la fuerza de Ronan en contra de ambos deseos. Aunque está presente en Infinity (2013) e Inhumanity (2013–2014), que, bajo una nueva autoría, continúa con los eventos descritos en la serie mencionada de Abnett y Lanning, no desempeña un papel importante en estos libros.

### All-New, All-Different Marvel (2015–)
A pesar de su ausencia inexplicable de Marvel NOW! de Charles Soule. En la serie Inhuman (2014–2015), Marvel ha indicado que Crystal volverá al centro de atención como parte de su iniciativa All-New, All-Different Marvel. Se ha anunciado que aparecerá en la próxima serie Uncanny Inhumans, y la información filtrada indicó que el personaje aparecería en un papel protagónico en All-New Inhumans, ambos también escritos por Charles Soule. El personaje también ha aparecido en la imagen del teaser para el totalmente nuevo Marvel Point One, completamente diferente, que será una introducción a las nuevas series que se lanzarán como parte de All-New, All-Different Marvel. El 19 de agosto de 2015, se anunció oficialmente que Crystal sería la líder de un equipo de Inhumanos en All-New Inhumans, que será coescrito por Charles Soule y James Asmus con el arte de Stefano Caselli. "Estas historias siguen el esfuerzo de una misión diplomática / equipo de ataque secreto liderado por Crystal", relata Asmus. "Ella ha estado en el centro de los Inhumanos, pero también sirvió como Vengadora, junto con los Cuatro Fantásticos, e incluso incursionó con los X-Men cuando estaba casada con Quicksilver. Ella ha sido una presencia constante en el Universo Marvel, pero liderando esta facción de NuHumans, es su mejora en gran manera". La apariencia del personaje ha cambiado significativamente, con un traje actualizado y un corte de cabello.

## Biografía
Crystal es la hija de los Inhumanos Quelin y Ambur, y vivió en Attilan con los otros Inhumanos, hasta que la familia real los Inhumanos fue obligada a salir del Gran Refugio por Maximus. Sus primeros encuentros con el mundo exterior fueron a través de los Cuatro Fantásticos. Ella se encontró con la Antorcha Humana y lo llevó a la base secreta de los Inhumanos en Nueva York. Se fue de Nueva York con los miembros de su familia para escapar de Seeker, pero quedó atrapada en el interior de Maximus, "Zona Negativa" la barrera cúpula alrededor del Gran Refugio. Ella se enamoró de la Antorcha Humana, a pesar de que su romance fue bloqueado por una barrera literal, en torno a la ciudad de los Inhumanos. Los Inhumanos fueron finalmente liberados de la barrera "zona negativa", y dejó el Gran Refugio junto con la Familia Real para visitar el mundo exterior. Ella envió a Tritón para rescatar a Mister Fantástico de la verdadera zona negativa y con la ayuda de los Cuatro Fantásticos en la batalla contra Blastaar.

### Unión a los Cuatro Fantásticos
Poco después de unirse, ella luchó contra el Mago, y ayudó a derrotar a Maximus. Ella también luchó con el Doctor Doom junto a los Cuatro Fantásticos. Ella fue cegada temporalmente por el Hombre Topo, pero ayudó a los Cuatro Fantásticos a derrotarlo. Ella fue secuestrada por Medusa y se reunió con la Antorcha en Atillan. Ella reveló cómo había usado sus poderes para salvar a Rayo Negro y se reunió con los Cuatro Fantásticos. Ella cayó bajo el control mental del Diablo, pero pronto se recuperó y regresó al Gran Refugio.

### Matrimonio
Se reveló más tarde cómo ella había rescatado a un moribundo Quicksilver (Pietro Maximoff). Ella eligió a Quicksilver sobre la Antorcha como el hombre que amaba. Poco después, ella se casó con Quicksilver. Más tarde dio a luz a su hija, Luna, y acompañó a los Inhumanos cuando Atillan se trasladó a la Luna de la Tierra. Durante el tiempo en que los Inhumanos vivieron en la Luna, Crystal desafió a la estructura de poder de la sociedad y huyó con muchos Inhumanos a una parte aislada de la Tierra. Ellos estaban allí para ayudar a Medusa, su reina, dar a luz en secreto. Crystal usó sus poderes para eliminar la contaminación procedente de una amplia área alrededor de su escondite, un error que condujo a consecuencias aún peores.
Quicksilver y Crystal han tenido un inestable matrimonio. Pietro siempre ha tenido un temperamento fuerte y Crystal había tenido una vez un romance con un agente de bienes raíces llamado Norman Webster. Ella y la Antorcha Humana todavía tenían sentimientos el uno al otro durante su supuesto matrimonio con Alicia Masters (Más tarde se reveló ser un Skrull llamada Lyja simplemente fingiendo ser Alicia). También desarrolló sentimientos hacia Dane Whitman, el Caballero Negro, pero nada físico vino de él. Estas razones han provocado que se separen varias veces, incitado por Maximus el Loco toma el crédito por el descenso de Pietro en la locura. Uno de estos intentos de reconciliación se produjo en un pequeño pueblo, en una cabaña alquilada, donde Crystal tuvo que instar a Quicksilver "ir lento". Desafortunadamente, incluso esta se vio afectada por fuerzas externas.

### Unión con los Vengadores
En un momento dado, Crystal convocó a los Vengadores para ayudar a combatir la Hermandad. Poco después, se unió a los Vengadores como miembro provisional. Poco después de eso, ella se convirtió en un miembro de pleno de los Vengadores. Durante el tiempo de Crystal con los Vengadores, Magneto secuestro a su hija, causando un gran daño a la mansión. Luna terminó en Genosha bajo el control de Acolytes. Los Vengadores se asociaron con los X-Men y lograron recuperar su seguridad.

### Decimación
Después de los eventos de House of M, Crystal se reunió con su marido sin poder, solo para que robe la Niebla Terrigena de Attilan, en un intento de utilizarlo para restaurar a los mutantes sin poderes. También secuestró a Luna y la expuso a las nieblas, otorgándole varias habilidades. Luna había sido previamente una línea de base humana, considerada por algunos como una afrenta a su herencia mutante.

### Guerra Silenciosa
Cuando los Inhumanos localizaron a Quicksilver, él permitió que Black Bolt lo golpeara, en respuesta a su traición. El matrimonio de Crystal y Quicksilver fue anulado y ella participó en una serie de batallas contra S.H.I.E.L.D. y los Poderosos Vengadores cuando los Inhumanos declararon la guerra a Estados Unidos.

### Invasión Secreta
Crystal y su hermana mayor Medusa fueron llamadas por Iron Man a una reunión en la que revela que Rayo Negro ha sido sustituido por un Skrull. Cuando los Skrulls invaden Attilan, Crystal utiliza sus habilidades para derrotar a un Skrull que posee los poderes de Coloso, Cíclope y Wolverine, y un Skrull que es una amalgama de Capitán América y Spider-Man. Después de un ataque a Attilan por los Skrulls, la Familia Real viaja al espacio por los Kree, en busca de una alianza contra los Skrulls invasores. Ronan el Acusador da la bienvenida a esta alianza, pero solo a condición de que Crystal se convierta en su novia. Medusa está de acuerdo, muy a pesar de Crystal.
En un intento de romper la red de comunicación de los Skrull, los Inhumanos se separaron. Crystal y Medusa infiltran en la tribu de Thundra como compañeras de tribu. Sin embargo, cuando argumentan, por las leyes de la tribu, su pelea se trasladó a la arena. En su lucha, Crystal consigue que Medusa la trate como adulta y le permitiera hablar con Thundra. Ella negocia la liberación de un oficial de comunicaciones Skrull capturado, lo que les permite localizar a la prisión de Rayo Negro.

### Guerra de los Reyes
El matrimonio de Crystal a Ronan procede, incluso tras la decisión de Rayo Negro de usurpar el trono de los Kree. Ella llega a aceptar la idea del matrimonio, defendiendo a su cuñada de ley, Polaris como una cuestión de arte de gobernar. Las actas de la boda son interrumpidos por el Guardia Imperial Shi'ar, que atacan por parte del Emperador Vulcano de la invasión del Imperio Kree. Ronan es golpeado casi hasta la muerte en este ataque. Durante su visita a Ronan en la recuperación, Crystal inadvertidamente ayuda a unir al pueblo Kree cuando ella muestra compasión hacia un pabellón lleno de plebeyos Kree lesionados; actos que (gracias a su cuñada Polaris) fueron finalmente emitidos a través de las redes Kree. Esto ha llevado a su ser referido como "princesa del pueblo" entre algunos de los Kree.
Cuando Rayo Negro intentó provocar una explosión que esparciría las Nieblas Terrigen por toda la galaxia, razonando que esta acción haría que todos fueran iguales, Crystal desafió sus órdenes y arriesgó su vida para llevar a Lockjaw a enfrentarlo, desactivando las cualidades Terrigen de la explosión y convenciendo a Rayo Negro de que los poderes que se crearían con su plan causarían más daño que bien. Aunque Black Bolt reconoció su sabiduría, un ataque de Vulcan significó que Black Bolt se mantuvo demasiado ocupado para acompañar a Crystal y Lockjaw cuando se vieron obligados a huir antes de que la bomba, ahora un simple dispositivo explosivo, explotara, aparentemente matando a Rayo Negro y Vulcano.Después de un tiempo con Medusa gobernando en lugar de Rayo Negro, él resucita y regresa al trono. Poco después, Rayo Negro hace un decreto de que los Inhumanos regresarían a la Tierra, dejando a Ronan el Acusador a cargo del imperio; Crystal tiene la opción de irse con la familia real o quedarse con su esposo. Ella decide quedarse con la familia.
Durante la historia de la Segunda Guerra Civil, Crystal y Medusa introducen al inhumano Ulises a la Capitána Marvel, Máquina de Guerra y Pantera Negra. Crystal estaba presente cuando Iron Man infiltró a New Attilan a la reivindicación de Ulises. Iron Man logró derrotar a Crystal. Más tarde, ella se unió a Medusa, Karnak y los otros Inhumanos con ellos en su viaje a la Torre Stark para reclamar a Ulises. Durante el enfrentamiento con Iron Man, Crystal estuvo presente cuando la última visión de Ulises se proyectó a todos los presentes mostrando a un Hulk enloquecido sobre los cadáveres de los superhéroes.
Durante la historia de Inhumans vs. X-Men, Crystal y Gorgon son emboscados por Magneto.

### Embajadora Inhumana
Crystal fue nombrada embajadora por su hermana, la reina Medusa, y se le asignó la tarea de supervisar las relaciones diplomáticas y los esfuerzos de recuperación con otros países que han sido o serán afectados por la Nube Terrigen. Su séquito incluía a Gorgon, Naja, Flint y Grid. Al mando del Royal Inhuman Vessel, que fue apodado RIV por su asistente Swain, Crystal invitó a los miembros de las Naciones Unidas a subir a bordo de la nave para una inspección y poder convencer a la ONU de que los Inhumanos estaban de su lado.
Cuando la gira llegó a su fin, la X-Man Frenesí se abrió camino hacia el recipiente con la esperanza de destruirlo, ya que culpó a los Inhumanos por el ataque químico contra su gente. Afortunadamente, Crystal intervino usando sus habilidades elementales para atrapar a Frenesí en una burbuja hidrocinética y la disparó fuera de la esclusa de aire de la nave. Más tarde se reveló que toda la lucha fue organizada para obtener el apoyo de la ONU. Frenesí se alió con Crystal a cambio de su ayuda para salvar a los mutantes de los efectos de Terrigen.
Tres meses después, Crystal visitó la ciudad de Sídney, Australia para ayudar con las necesidades humanitarias cuando se encontró con una gran protesta en la plaza principal de la ciudad. Un grupo de alborotadores mostraba a un Nuhuman cautivo y decía que el número de humanos estaba disminuyendo debido al ataque químico creado por la niebla. Crystal se acercó al hombre a cargo de la protesta para que liberara a su cautivo sin recurrir a la violencia. Su sugerencia solo agitó aún más la situación y fue atacada por el grupo. Ella usó sus habilidades para hacer un trabajo rápido con ellos, pero encontró resistencia en uno de sus miembros que terminó siendo un Nuhuman disfrazado pero que estaba disgustado con lo que se había convertido.
Jack junto con Crystal estaban siendo atacados por su propio grupo. En ese momento, el primo de Crystal apareció con Grid y Flint. Flint usó sus poderes geocinéticos para crear brazos de roca que se extendían desde el suelo para sostener a Jack. Crystal hizo que Naja liberara al individuo capturado que se presentó con el nombre de Ash. Al ir al RIV, Crystal recibió un mensaje de Swain que le informaba el próximo lugar donde la nube iba a golpear, el país de Corea del Sur, cuyo líder era Ban Ki-moon.

## Poderes y Habilidades
Crystal se describe a menudo en sus apariciones como un elemental debido a su habilidad única para controlar psiónicamente los cuatro elementos clásicos: aire, tierra, fuego y agua. El dominio del personaje en el control de estos "elementos" le permite lograr una variedad de efectos y habilidades adicionales. Sus poderes psiónicos son el resultado de la exposición a las Nieblas de Terrigen, que junto con la ingeniería genética de los Inhumanos por los Kree en el pasado distante, otorgan a los Inhumanos habilidades más allá de las capacidades de un Inhumano común que son únicas para cada individuo.

### Fisiología inhumana
Como miembro de la rama ficticia de la humanidad, Inhumanos, Crystal posee fuerza física, durabilidad, velocidad, resistencia y reflejos significativamente mayores que el máximo potencial alcanzable por los humanos. Su destreza física, junto con el entrenamiento de combate recibido de su primo, Karnak, y los Vengadores la convierten en una formidable combatiente mano a mano.

### Manipulación del aire
Crystal puede controlar átomos de oxígeno y moléculas que contienen oxígeno para crear disturbios atmosféricos de varios tipos. Al entremezclar el aire con la tierra puede causar una tormenta de polvo, el aire con agua un tifón y el aire con el fuego una tormenta de fuego. Ella es capaz de crear un viento de intensidad de tornado, aproximadamente 115 millas por hora. Ella ha demostrado la capacidad de controlar el aire tan lejos como dentro de un radio de 30 millas. Usando esta habilidad, Crystal puede invocar corrientes de viento lo suficientemente fuertes como para soportar su peso y el de los demás y elevarse para volar a grandes altitudes y velocidades. Al controlar las moléculas de aire, Crystal puede unirlas psiónicamente y compactarlas en un límite en tal grado que la materia no puede atravesarlas. Ella usa esta habilidad para varios efectos, incluyendo la creación de un campo a su alrededor, lo que le permite respirar mientras está sumergida en agua y lava fundida. Ella también usó esta habilidad para desviar ataques y contener la atmósfera cuando el casco de una nave espacial se vio comprometido. Ella ha demostrado la capacidad de determinar qué puede pasar o no a través de la barrera.

### Manipulación de la tierra
Crystal puede controlar las diversas sustancias que componen el lecho de roca común (tierra: hierro, granito, pizarra, piedra caliza, etc.), creando temblores sísmicos de hasta 6.7 en la escala de Richter (mayor si las fallas de las placas tectónicas están cerca) al causar un cambio repentino de la tierra. El límite superior de este poder se desconoce, aunque ella ha demostrado la capacidad de levantar toda la ciudad ficticia de Attilan durante un tiempo significativo. Su capacidad para controlar la tierra se extiende a muchos metales que se producen de forma natural, incluido el hierro.

### Manipulación del fuego
Crystal posee la capacidad psiónica de manipular el fuego, hacer que crezca en tamaño e intensidad, y tomar cualquier forma que desee. Ella también puede apagar cualquier llama oxidante alterando el potencial de ionización de las capas exteriores de electrones de los átomos de oxígeno. Al acelerar las moléculas de oxígeno en el aire, puede provocar que el fuego se encienda espontáneamente.

### Manipulación del agua
Además, Crystal puede controlar el movimiento del agua, mediante la manipulación de la fuerza inter-atómica de van der Waals controlando la tensión superficial, adivinando el agua del suelo y haciendo que fluya en las direcciones designadas. El volumen máximo se desconoce, aunque ella ha demostrado la capacidad de crear una vorágine lo suficientemente grande y poderosa como para atrapar al menos a una docena de personas, incluido Namor, y derribó lo que se describió como "un mar del cielo", en por lo menos varios miles de galones. El control del personaje de las moléculas de agua se extiende a todas sus formas, incluido el hielo. Ella es capaz de congelar agua instantáneamente para crear explosiones de hielo. También puede hacer que átomos de hidrógeno y oxígeno en el aire se recombinen y formen moléculas de agua, convocando estos átomos desde un volumen de atmósfera dentro de un radio de aproximadamente dos millas. Esto le permite crear agua espontáneamente, incluso en un ambiente seco, siempre que haya oxígeno e hidrógeno presentes.

### Otros efectos elementales
Crystal posee la capacidad de reorganizar y manipular los distintos átomos de los elementos que ella controla para diversos efectos. Ella puede afectar los elementos que controla en un nivel atómico, dándoles una carga eléctrica. Una vez que las moléculas están cargadas, retiene su control sobre ellas, lo que le permite controlar el flujo de la corriente, incluida la capacidad de invocar rayos. Su control sobre los elementos a nivel atómico también le permite aumentar o disminuir su movimiento molecular. Esto efectivamente le permite calentar o enfriar instantáneamente los elementos que controla psiónicamente. Por ejemplo, ella puede congelar agua instantáneamente o encender el oxígeno. Al calentar o enfriar su entorno, puede sobrevivir en ambientes de calor o frío extremos. Ella ha demostrado una capacidad limitada para manipular la polaridad magnética de los metales que puede controlar psiónicamente. Al combinar sus habilidades para manipular aire, agua, electricidad, hielo y temperatura, el personaje puede controlar eficazmente el clima dentro de un radio de 30 millas. Además, debido a su conexión psiónica con los elementos que la rodean, tiene la capacidad de detectar cosas que un humano ordinario o inhumano no sentiría, como detectar cuánta humedad está contenida en el aire u otra materia, consciente del movimiento en el aire o agua a su alrededor, y ser capaz de determinar que una muestra de suelo no era "nativa" de un área en particular.

## Recepción

### Recepción crítica
Steve Morris de ComicsAlliance afirmó: "Los poderes elementales de Crystal ofrecen posibilidades infinitas, pero su rasgo más importante puede ser su pragmatismo. Ella es la miembro más consciente y tímida de los Inhumanos, con un mejor manejo de cómo interactuar con otras especies que los resto de su familia. Como resultado, ofrece un fascinante contrapunto a los Inhumanos de renombre, e impulsa una perspectiva más empática para los lectores. Ella es inteligente, serena y comprensiva; por supuesto, ella fue la que impulsó la forja de relaciones con los Cuatro Fantásticos y los Vengadores". Sara Siglo de Syfy declaró: "Nos gusta mucho Crystal porque es una personaje que trata de elegir su propia felicidad, solo para ser desviada hacia matrimonios arreglados políticamente convenientes fuera del planeta en un abrir y cerrar de ojos por las personas más cercanas a ella... Para Crystal, la verdadera historia de amor es aprender a amarse a sí misma lo suficiente como para decir "no" a las demandas de los demás".

### Reconocimientos
- En 2015, Entertainment Weekly clasificó a Crystal en el puesto 62 en su lista "Clasifiquemos a todos los Vengadores de la historia".[64]
- En 2015, Gizmodo clasificó a Crystal en el puesto 49 en su lista "Todos los miembros de los Vengadores".[65]
- En 2016, ComicsAlliance clasificó a Crystal en el quinto lugar en su lista "Marvel's Royal Inhumans, clasificados de peor a mejor".[62]
- En 2016, Screen Rant clasificó a Crystal en el tercer lugar en su lista de los "10 inhumanos más poderosos del Universo Marvel".[66]
- En 2017, Screen Rant clasificó a Crystal en el séptimo lugar en su lista "Todos los miembros de los Cuatro Fantásticos, clasificados de peor a mejor".[67]
- En 2018, CBR.com clasificó a Crystal en el séptimo lugar en su lista de los "20 inhumanos más poderosos".[68]
- En 2018, Paste clasificó a Crystal en el sexto lugar en su lista de "20 miembros de los Cuatro Fantásticos".[69]
- En 2019, Screen Rant clasificó a Crystal en el cuarto lugar en su lista de los "15 personajes femeninos más fuertes de Marvel".[4]
- En 2020, Scary Mommy incluyó a Crystal en su lista "Estos más de 195 personajes femeninos de Marvel son verdaderamente heroicos".[6]
- En 2021, CBR.com clasificó a Crystal en el octavo lugar en su lista de las "20 miembros femeninas más poderosas de los Vengadores".[5]
- En 2021, Screen Rant clasificó a Crystal en el primer lugar en su lista de los "10 mejores miembros alternativos de los Cuatro Fantásticos"[70] y clasificó a Crystal y Quicksilver en el noveno lugar en su lista de las "10 mejores relaciones en los cómics de los Vengadores".[71]
- En 2022, CBR.com clasificó a Crystal en el segundo lugar en su lista de "10 mejores miembros sustitutos de los Cuatro Fantásticos",[72] en el sexto lugar en su lista de "10 Inhumanos que deberían unirse a los Vengadores",[73] y en el décimo lugar en sus "10 mejores hermanas en lista de cómics".[74]

## Otras versiones

### Amalgam Comics
En la continuidad de Amalgam Comics, Soñadora Crystal, una combinación de DC Comics, Beautiful Dreamer y Marvel Crystal, es un miembro del grupo de superhéroes los Un-La gente en el universo Amalgam Comics.

### Tierra-98
En el universo de Tierra-98, Crystal se casó con Johnny y tiene una hija llamada Luna y un hijo llamado Ray. Johnny también es el líder de los Cuatro Fantásticos. Ella apareció en Fantastic Four/Fantastic 4 Annual (1998).

### Marvel Zombies
En los originales miniseries de Marvel Zombies, Crystal apareció en un panel como una de los muchas heroínas infectadas. Más tarde, ella se ve como parte de la familia real de los Inhumanos, todos los cuales están infectados.

### Secret Wars
Crystal aparece como miembro de A-Force en el dominio de Arcadia. 

### Ultimate Marvel
Crystal apareció en el Universo Ultimate Marvel dentro de la Ultimate Fantastic Four Annual # 1 historia "Inhumanos". En esta historia, ella se ve obligada a casarse con el hermano de Rayo Negro, Maximus a quien no le gusta. Ella coquetea con Johnny Storm en el tema, pero deja en última instancia, con los otros Inhumanos cuando van a su nueva ciudad. Más tarde aparece en Ultimate Fantastic Four # 30 hablando con Sue, que quiere que busque a Rayo Negro y le pida ayuda con un parásito que está comiendo Johnny y podría matar a todos en la Tierra. Crystal responde que Rayo Negro no puede evitarlo, incluso si estaban en riesgo. Ella le recuerda a Sue que Rayo Negro se trasladó con toda la ciudad, simplemente porque los Cuatro Fantásticos respiró su aire.

## En otros medios

### Televisión
- Crystal hizo su debut animado en el 1978 en la serie animada Los Cuatro Fantásticos en el episodio "Medusa y los Inhumanos". Ella usaba sus poderes elementales para crear una tormenta que bloqueara la vista de Atillan. Cuando los Cuatro Fantásticos intentaron abandonar Attilan, Crystal usó su poder elemental para crear una tormenta para que su Fantasti-Car no pudiera despegar.
- Crystal aparece en la tercera parte de Los Cuatro Fantásticos, en el episodio de "Inhumanos Saga", con la voz de Kathy Ireland.[79]Después de que su hermana Medusa desapareció y fuera encontrada, ella regresó al Gran Refugio pero fue seguida por Johnny Storm, quién se enamora de ella, hasta que Maximus selló el Gran Refugio manteniendo a los dos separados. En el episodio "The Sentry Sinister", después de que la barrera negativa es destruida por Black Bolt, Crystal se reúne con Johnny Storm y ellos ayudan a Reed, Ben y Sue a enfrentarse al Sentry Kree y escapan de la isla con Lockjaw cuando el volcán entra en erupción. Al final, Crystal se convirtió en la novia de Johnny y uniéndose a los Cuatro Fantásticos. En "Doomsday", ella finalmente ayudó al equipo y a los Vengadores cuando el Doctor Doom robó el poder de Silver Surfer.
- Crystal aparece en la primera temporada de Hulk and the Agents of S.M.A.S.H. episodio, "Naturaleza Inhumana", con la voz de Mary Faber[79][80]Esta versión ella tiene sentimientos mutuos hacia A-Bomb, mientras disfrutaba de un día en la playa. Después, ella es llevada de regreso a Attilan por Tritón y Lockjaw, y A-Bomb decide ir por ella. Después de reunirse con A-Bomb, Crystal descubre por primera vez que Maximus construye en secreto un arma que aniquilará a toda la humanidad, pero que sería ineficaz contra los Inhumanos. Solo Crystal es consciente de esta arma, antes de notificar a su familia. Después de que Maximus finalmente es descubierto y derrotado por su traición, reactiva la barrera que protege a la ciudad de Attilan, del resto del mundo, haciendo que Crystal se separe de A-Bomb. Al final, la barrera es destruida por Black Bolt, y Crystal se reúne con A-Bomb, estando juntos.
- Crystal aparece de cameo en la cuarta temporada de Ultimate Spider-Man vs. Los 6 Siniestros, episodio 12, "La Agente Web".[79]Ella está con la familia real de Inhumanos (Black Bolt, Medusa, Karnak y Lockjaw), donde confronta a Spider-Man y Tritón fuera de la ciudad abandonada de Atarog, hasta pedir perdón, pero fue solo para mandarlos de vuelta al Triskelion.
- Crystal aparece en la primera temporada de Guardians of the Galaxy con la voz de Vanessa Marshall.[79]
  - En el episodio 12, "La Plaga Terrígena", Crystal está entre los Inhumanos que fueron afectados por una plaga de Terrigen que causó que los cristales crecieran en sus cuerpos. Crystal aparece al final del episodio donde Medusa agradece a los Guardianes de la Galaxia en nombre de Black Bolt.
  - En el episodio 21, "El Toque Inhumano", Star-Lord se encuentra oficialmente con Crystal y trata de enamorarla en vano. Más tarde, ella ayuda a los Guardianes de la Galaxia cuando Maximus trata de salir de la cárcel.
- Crystal aparece en Avengers: Ultron Revolution, con la voz de Stephanie Sheh.[81]
  - En la tercera temporada, episodio 10, "La Condición Inhumana", ella es una de los Inhumanos que son capturados por Ultron. Más tarde, se ve a Crystal al final del episodio, cuando la Familia Real agradece a los Vengadores por derrotar a Ultron.
  - En la quinta temporada, episodio "Mists of Attilan", Crystal saluda a Pantera Negra y Ms. Marvel cuando llegan a Attilan. También se ha convertido en una fanática de Ms. Marvel. Mientras Black Bolt y Medusa discuten qué hacer con el fragmento clave en caso de que el Consejo de la Sombra aparece, Crystal ayuda a Pantera Negra y a Ms. Marvel a obtenerlo solo para que Crystal sea la Princesa Zanda de Narobia disfrazada, quien está detrás del fragmento que el Consejo de la Sombra está buscando. La verdadera Crystal se encontró en la misma trampa en la que la Princesa Zanda atrapó a Pantera Negra y Ms. Marvel y finalmente ayuda a los dos Vengadores a lidiar con la Princesa Zanda.
- Crystal aparece en la serie de acción en vivo Inhumans, interpretada por Isabelle Cornish.[82] Al enterarse del golpe de Maximus, Crystal envía a Lockjaw a teletransportar a su familia mientras ella se queda atrás después de que Pulssus aturde a Lockjaw. Mientras está bajo arresto domiciliario, Maximus trata de persuadir a Crystal para que se ponga del lado de él. Uno de estos intentos hizo que Auran perdiera a propósito su comunicador en una pelea con Crystal para que pudiera rastrear al resto de la Familia Real Inhumana.[83] Finalmente logra escapar con Lockjaw después de encontrar un truco para alejarse de Maximus. Al llegar a Hawái, Lockjaw queda herido por un motociclista que pasa llamado Dave y Crystal lo obliga a llevar a Lockjaw con un médico.[84] Conoce a la exnovia de Dave, Audrey, que ayuda a tratar a Lockjaw.[85] Más tarde, Dave lleva a Crystal a la playa para enseñarle a relajarse de vez en cuando a pesar de la gravedad de su situación.[86] A sugerencia de Dave, Crystal usa sus poderes para contactar a su familia causando que un rayo la golpee y se reúna con Black Bolt y Medusa. Sin embargo, Audrey se pone en contacto con la policía e informa la existencia de Lockjaw. Con los poderes de Lockjaw, Crystal y su familia escapan mientras Dave y Louise, una aliada humana que se encuentra Medusa, fingen que Audrey estaba celosa.[87] La familia regresa a Attilan, donde Crystal le confía a Medusa que le encantaba estar en la Tierra y deseaba tener una vida normal entre los humanos.[88] Pronto se le asigna la tarea de ayudar a la ciudad de Attilan a evacuar, y luego se va con su familia usando a Lockjaw. Ella fue vista por última vez con los inhumanos evacuados mientras Medusa da un discurso sobre cómo encontrar un nuevo hogar en la Tierra.[89]
- Crystal aparece en Marvel Future Avengers, con la voz de Yūka Iguchi en Japonés y Stephanie Sheh en Inglés.[79]

### Videojuegos
- Crystal es un personaje jugable en el juego de arcade Avengers in Galactic Storm.
- Crystal se presenta como un personaje no jugador en Marvel: Ultimate Alliance, con la voz de Kim Mai Guest.[79] Ella le dice a los héroes que Medusa bajó a la Tierra para buscar el Nulificador Supremo. Después de que se descubre que Medusa se transforma en uno de los sirvientes del Doctor Doom, Gorgon menciona que Crystal lo acompañará a él y a Triton para luchar contra Doom y hacerle cambiar a Medusa mientras los héroes se dirigen al mundo natal de Skrull. Presumiblemente es golpeada y transformada por el Doctor Doom junto con Gorgon y Triton, ya que no se la escuchará durante el resto del juego. Ella tiene un diálogo especial con los Cuatro Fantásticos.
- Crystal es un personaje reclutable en el juego en línea Marvel: Avengers Alliance introducido en Special Operations 23 - Inhumans.
- Crystal es un personaje jugable en el videojuego Lego Marvel's Avengers, con la voz de Gwendoline Yeo.
- Crystal es un personaje jugable en el juego móvil Marvel Future Fight.[90]
- Crystal aparece como un personaje jugable en Lego Marvel Super Heroes 2.[91]
- Crystal aparece como un personaje jugable en Marvel Powers United VR, con la voz de Vanessa Marshall.[79]